# Умножение
Умножението е едно от четирите прости математически действия, които са в основата на аритметиката (заедно с изваждане, събиране и деление). Служи за кратко записване на многократно събиране на едно и също число. Обратното действие на умножението е делението.

## Наименования

### Множител
Тъй като умножението е асоциативна операция, т.е. резултатът не зависи от мястото на участниците в нея, всички участници се наричат еднакво – множители.

### Произведение
Резултатът от умножението се нарича произведение.

## Означение
Като знак за умножение се използват знаците:
• – средна точка
× – средно кръстче (да не се бърка с буквата x)
✱ – средна звездичка
В математиката обикновено се използва средна точка, по-рядко кръстче, а в електронни таблици и езици за програмиране – звездичка.
В математически означения, където единият множител е цифра (т.нар. коефициент), а другият – буква/букви (неизвестно или константа), знакът за умножение се пропуска, например: 3y, 2π, 8ab, като условието е коефициентът (цифровата стойност) да е преди буквите.

## Правила
Пример
{\displaystyle 5\cdot 4=20\!\,},
което се чете „5 по 4 е (равно на) 20“. Това може да означава
{\displaystyle 4+4+4+4+4=20\!\,}
или
{\displaystyle 5+5+5+5=20\!\,}.
Умножението (както и делението) е винаги преди действията събиране и изваждане.
Пример
{\displaystyle 2+2\cdot 2=6\!\,} – вярно; {\displaystyle 2+2\cdot 2=8\!\,} – грешно!
{\displaystyle 9-5+5\cdot 0+3=7\!\,} – вярно; {\displaystyle 9-5+5\cdot 0+3=3\!\,} – грешно!
Изключение са случаите, когато се използват скоби или други символи, даващи предимство на действията събиране/изваждане.
Пример
{\displaystyle (2+2)\cdot 2=8\!\,}
Резултатът от умножение с 0 (нула) винаги е 0, а умножението на число с 1 (единица) дава същото число.
Когато имаме умножение с число степен на 10, десетичната запетая се измества надясно с толкова позиции, колкото е степента на 10, с други думи – с колкото нули е множителят; например {\displaystyle 2,3x100=230}.